# Los Altos Hills
Los Altos Hills város az USA Kalifornia államában, Santa Clara megyében. Lakosainak száma 8489 fő (2020. április 1.).

## Népesség
A település népességének változása:
| Lakosok száma | 3412 | 7421 | 7922 | 8489 |
|               | 1960 | 1980 | 2010 | 2020 |